# Getto (album)
Getto – drugi album zespołu Sweet Noise wydany 13 maja 1996 roku. Utwór "Vision Thing" jest to cover zespołu The Sisters of Mercy pochodzący z płyty Vision Thing wydanej w roku 1990. Na ostatniej stronie wkładki do płyty znajduje się cytat z powieści Hermanna Hessego zatytułowanej Wilk stepowy:
"... wszyscy samobójcy dobrze znają walkę z pokusą samobójstwa. Każdy w jakimś zakątku swojej duszy wie aż nadto dobrze, że samobójstwo jest wprawdzie wyjściem, ale przecież tylko jakimś wyjściem nędznym, nielegalnym, zapasowym, i że w zasadzie szlachetniej i piękniej jest dać się pokonać przez samo życie, niż ginąć z własnej ręki.". Album został nagrodzony w kategorii najlepszy album w plebiscycie magazynu Gitara i Bas.

## Lista utworów
Źródło.
| Nr  | Tytuł utworu                                                                                   | Długość |
| --- | ---------------------------------------------------------------------------------------------- | ------- |
| 1.  | „9/1” (gościnnie: Natalia Kukulska)                                                            | 4:08    |
| 2.  | „Name”                                                                                         | 5:04    |
| 3.  | „Bruk”                                                                                         | 5:55    |
| 4.  | „Ghetto”                                                                                       | 3:06    |
| 5.  | „Słowa” (gościnnie: Wojtek Kaczmarek)                                                          | 4:50    |
| 6.  | „Vision Thing” (cover The Sisters of Mercy; gościnnie: Anja Orthodox)                          | 4:28    |
| 7.  | „Shock”                                                                                        | 3:45    |
| 8.  | „Wyżej”                                                                                        | 3:46    |
| 9.  | „Życie”                                                                                        | 4:35    |
| 10. | „Believe”                                                                                      | 3:50    |
| 11. | „Ilu Jeszcze”                                                                                  | 3:37    |
| 12. | „Down” (gościnnie: Piotr Wiwczarek, Krzysztof Raczkowski, Jarosław Łabieniec, Leszek Rakowski) | 7:10    |
|     |                                                                                                | 54:14   |

## Twórcy
Źródło.

- Piotr "Glaca" Mohamed – wokal
- Tomasz "Balbina" Maćkowiak – perkusja
- Tomasz "Magic" Osiński – gitara elektryczna, gitara akustyczna, wokal wspierający
- Tomasz "Letki" Letkiewicz – gitara basowa
- Grzegorz "Bigozz" Bigosiński – gitara elektryczna
- Andrzej Karp – realizacja, miksowanie, produkcja, instrumenty klawiszowe (utwór "Shock")
- Natalia Kukulska – gościnnie wokal (utwór "9/1")
- Wojtek Kaczmarek – gościnnie głos (utwór "Słowa")
- Anja Orthodox – gościnnie wokal (utwór "Vision Thing")
- Piotr Wiwczarek – gościnnie wokal (utwór "Down")
- Krzysztof Raczkowski – gościnnie perkusja (utwór "Down")
- Jarosław Łabieniec – gościnnie gitara (utwór "Down")
- Leszek Rakowski – gościnnie gitara basowa (utwór "Down")
- Andrzej Puczyński – produkcja
- Julita Emanuiłow – mastering
- Maciej Mańkowski – zdjęcia i projekt okładki
- Maciej Mańkowski, Mariusz Wójtowicz – zdjęcia koncertowe
- Projekt graficzny i skład – Tomek i Agnieszka Daniłowiczowie (GRALL)
- Sweet Noise, Sylwia Lato, Tomasz Daniłowicz – projekt i koncepcja artystyczna całości